# Breil/Brigels
Breil/Brigels (rm. Breil, niem. Brigels) – miejscowość i gmina w Szwajcarii, w kantonie Gryzonia, w regionie Surselva. 1 stycznia 2018 do gminy przyłączono gminy Andiast i Waltensburg/Vuorz.

## Demografia
W Breil/Brigels mieszka 1 731 osób. W 2020 roku 8,4% populacji gminy stanowiły osoby urodzone poza Szwajcarią. 

## Współpraca
Miejscowość partnerska:
- Gammelshausen, Niemcy

## Transport
Przez teren gminy przebiega droga główna nr 19. 